# Leonid Govorov
Leonid Aleksandrovitch Govorov (en russe : Леонид Александрович Говоров), né le 22 février 1897 à Boutyrki, dans le gouvernement de Viatka (Empire russe) et mort le 19 mars 1955 à Moscou (Union soviétique), est un maréchal et un héros de l'Union soviétique.